# Regionalizacja fizycznogeograficzna Polski

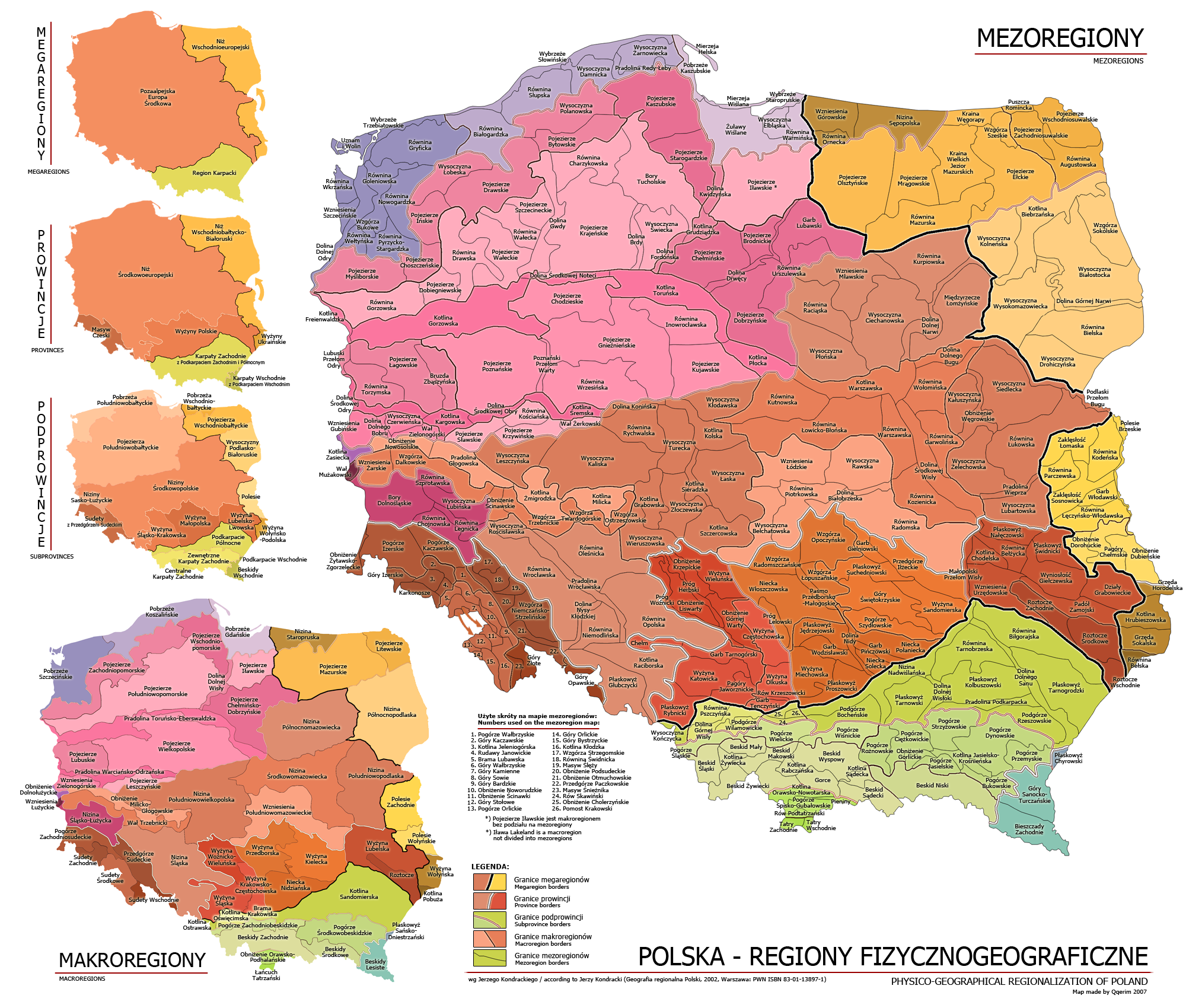
Mapa regionów fizycznogeograficznych Polski (od megaregionów po mezoregiony), akcentująca hierarchię i względne rozmieszczenie regionów (przed zmianami z 2018 r.)

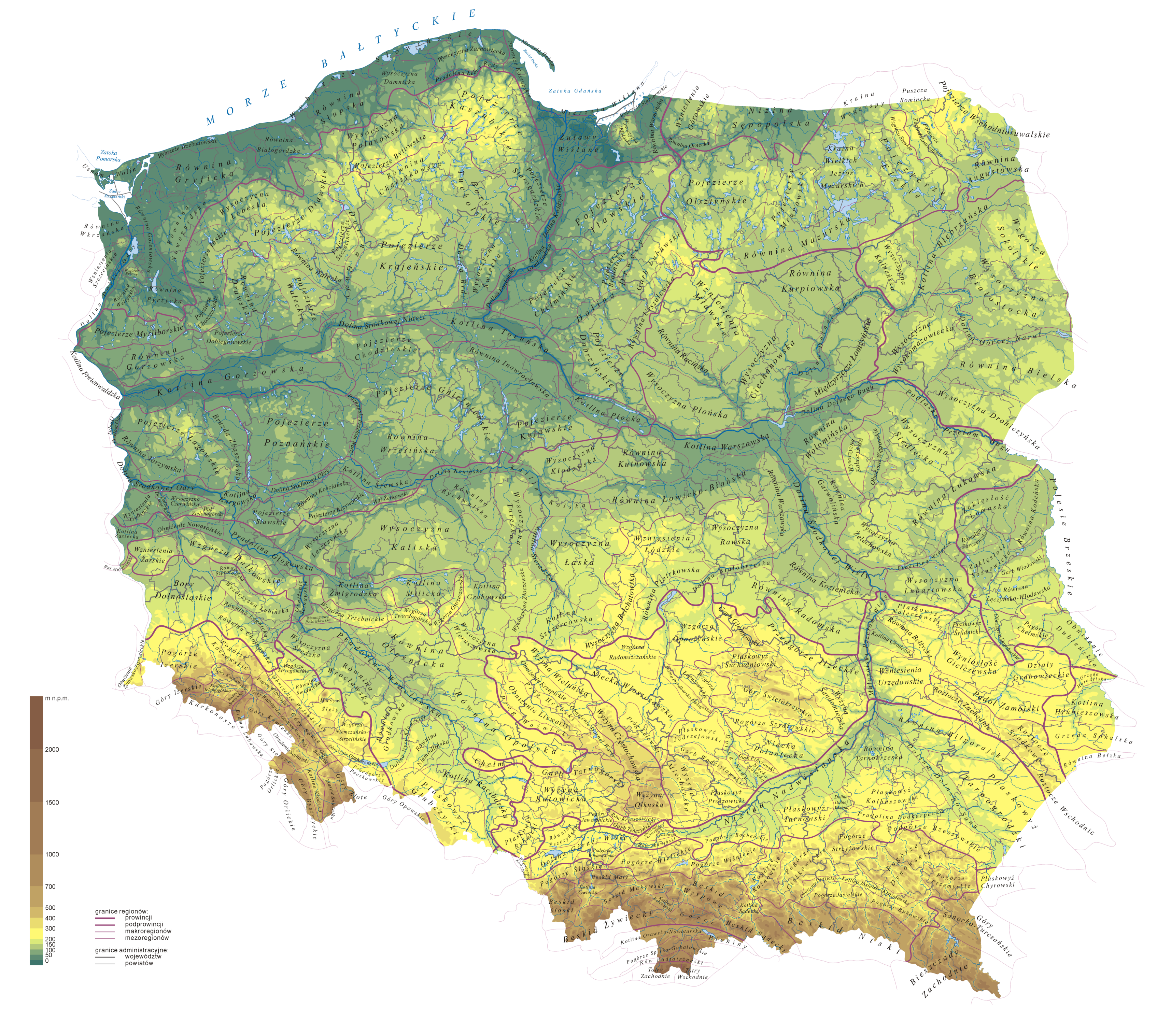
Mapa mezoregionów fizycznogeograficznych Polski na tle ukształtowania terenu i podziału administracyjnego (przed zmianami z 2018 r.)

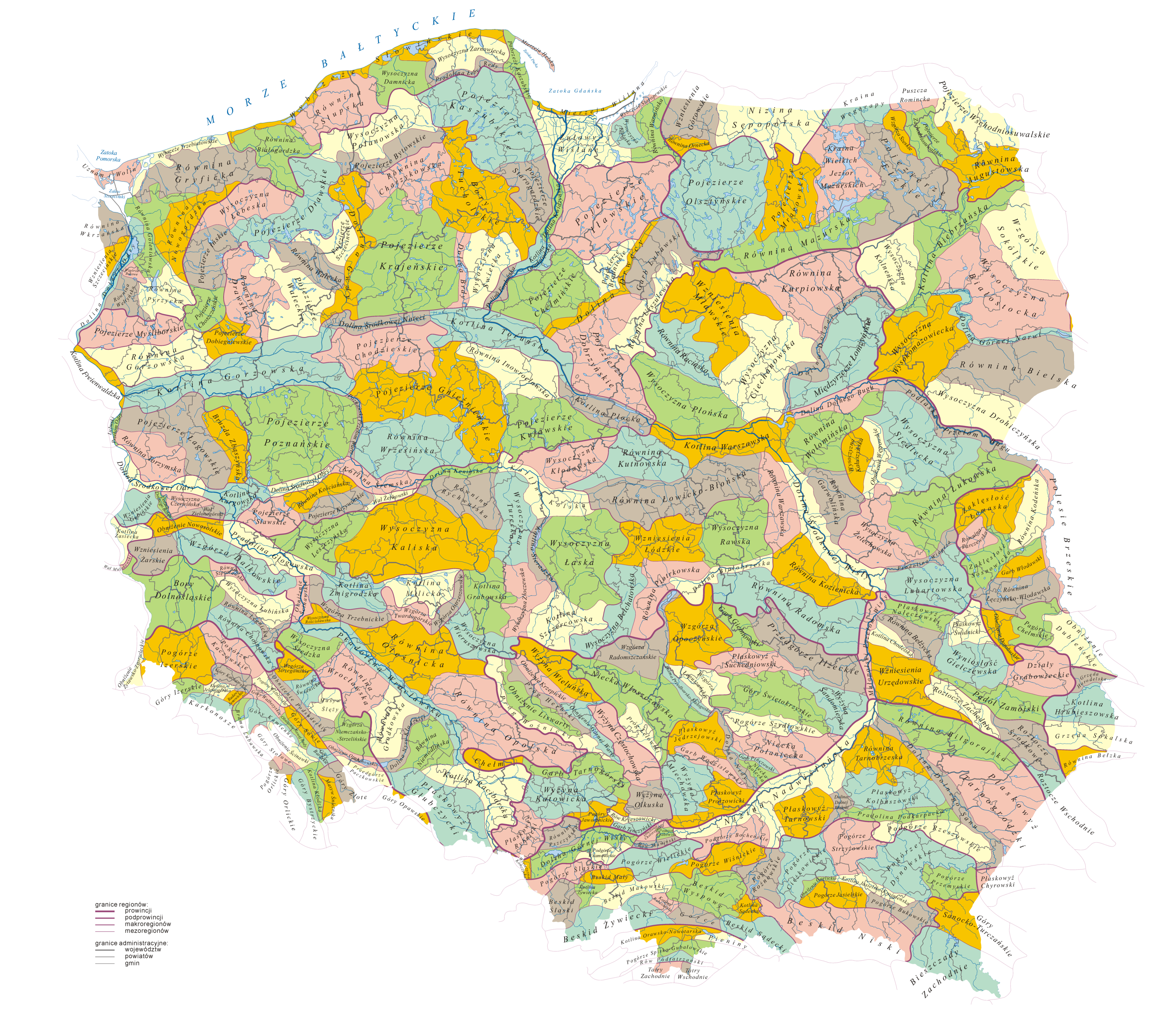
Mapa mezoregionów fizycznogeograficznych Polski na tle szczegółowego podziału administracyjnego (przed zmianami z 2018 r.)

Regionalizacja fizycznogeograficzna Polski – regionalizacja fizycznogeograficzna opracowana przez Jerzego Kondrackiego w drugiej połowie XX wieku, w postaci wielostopniowego układu regionów. Zmodyfikowana i uszczegółowiona w 2018 roku przez międzyuczelniany zespół 26 geografów pod kierownictwem Jerzego Solona z Polskiej Akademii Nauk i pod patronatem Generalnej Dyrekcji Ochrony Środowiska. W wyniku prac zespołu na terytorium Polski wyodrębniono, w całości bądź częściowo, 344 mezoregiony jako podstawowe jednostki podziału fizycznogeograficznego kraju. Zaktualizowane granice mezoregionów wytyczono z dokładnością odpowiadającą skali 1:50 000, w oparciu o szczegółowe dane geomorfologiczne i geologiczne oraz ich analizy w systemach geoinformatycznych.
Większą część terytorium Polski J. Kondracki przyporządkował do obszaru Europy Zachodniej, a mniejszą – do Europy Wschodniej. W ramach tych obszarów wydzielił następnie podobszary (zwane też megaregionami), a dalej prowincje, podprowincje, makroregiony oraz mezoregiony. Podstawowym założeniem metodycznym J. Kondrackiego było uznanie, iż poszczególne regiony są przede wszystkim jednostkami geomorfologiczno-geologicznymi. Różnice w strukturze podłoża i rzeźbie terenu przekładają się bowiem na stosunki klimatyczne, wodne, roślinne czy glebowe, a więc warunkują całościowy charakter fizycznogeograficzny danego obszaru. Założenie to przyjęto także w opracowaniu z 2018 roku.

## Historia

### Do II wojny światowej
Pierwsze znane poglądy na geograficzny podział Polski pojawiły się w średniowiecznym dziele Jana Długosza. Wyraźne ożywienie w tej dziedzinie nastąpiło dopiero w XIX i XX wieku, gdy większa była już znajomość warunków naturalnych kraju. W okresie tym publikowało wielu geografów, m.in.: Stanisław Staszic, Wincenty Pol, Antoni Rehman, Wacław Nałkowski, Stanisław Lencewicz czy Ludomir Sawicki. Każdy z nich miał własną koncepcję podziału Polski. Najpowszechniej przyjęła się – za W. Nałkowskim, rozwinięta przez S. Lencewicza – konwencja tzw. „pasowości”, wydzielająca sześć nadrzędnych krain geograficznych ułożonych pasmowo: pas gór, pas kotlin podgórskich, pas wyżyn, pas nizin środkowych, pas wzniesień pojeziernych i pas nizin nadmorskich. Schemat ten mocno zakorzenił się w polskiej myśli geograficznej. Zmiana granic państwowych po II wojnie światowej zintensyfikowała dyskusję nad regionalizacją geograficzną kraju. W latach 1946–1947 swoje propozycje podziałów szczegółowych – w ramach konwencji „pasowości” – przedstawiali Jerzy Kondracki, Mieczysław Klimaszewski, Rajmund Galon i Stanisław Pietkiewicz. Konsensusu jednak nie uzyskano.

### Koncepcja J. Kondrackiego
W drugiej połowie XX wieku najbardziej dla problematyki regionalizacji geograficznej Polski zasłużył się J. Kondracki. W 1955 roku w artykule Problematyka fizycznogeograficznej regionalizacji Polski porzucił on schemat „pasowości” i podzielił kraj na 6 dużych jednostek (Niż Polski, Sudety z Przedgórzem, Wyżynę Śląsko-Małopolską, Wyżynę Lubelską z Roztoczem, Obniżenie Podkarpackie i Karpaty) oraz 16 subjednostek. U podstaw jego regionalizacji legła ostatecznie klasyfikacja regionów fizycznogeograficznych świata w układzie dziesiętnym zaproponowana w 1964 roku na Międzynarodowym Kongresie Geograficznym. W oparciu o ten system J. Kondracki przedstawił Polskę jako kraj na pograniczu dwóch wielkich obszarów (Europy Zachodniej i Wschodniej), w ramach 3 podobszarów, 7 prowincji, 17 podprowincji, 56 makroregionów i 318 mezoregionów. Podział ten, opublikowany w 1968 roku w artykule Fizycznogeograficzna regionalizacja Polski i krajów sąsiednich w systemie dziesiętnym, stał się standardem powtarzanym w kolejnych publikacjach autora, już z niewielkimi tylko uzupełnieniami i modyfikacjami.
Większą część ziem polskich J. Kondracki przyporządkował do obszaru Europy Zachodniej (klimat suboceaniczny, geologiczna strefa platformy zachodnioeuropejskiej i alpidów), a mniejszą część do Europy Wschodniej (klimat subkontynentalny, geologiczna platforma wschodnioeuropejska). W dalszej kolejności wyróżnił trzy podobszary (megaregiony) – Pozaalpejską Europę Środkową, Karpaty z okolicznymi obniżeniami oraz Niż Wschodnioeuropejski. Poprowadzenie na terenie Polski granicy fizycznogeograficznej między Europą Zachodnią a Wschodnią oznaczało odejście od koncepcji „pasowości” nadrzędnych krain geograficznych. Ową konwencję autor ograniczył tylko dla charakterystyki rzeźby terenu kraju, gdzie wyróżnił pasy: wewnętrznokarpacki (wysokogórski), zewnętrznokarpacki, podkarpacki, starych gór i wyżyn, równin peryglacjalnych (staroglacjalny), młodoglacjalny i nadmorski.
Regionalizacja J. Kondrackiego pojawiała się w sukcesywnych wydaniach jego Geografii fizycznej Polski (1978–1988), w dziele zbiorowym Geografia Polski. Środowisko przyrodnicze (1991), oraz na mapach w Atlasie Narodowym Polski (1973–1978) i Atlasie Rzeczypospolitej Polskiej (1993–1997). W ramach tego ostatniego wydawnictwa J. Kondracki, przy współpracy z Andrzejem Richlingiem, opracował mapę zatytułowaną Regiony fizycznogeograficzne (1994), która stała się finalną wersją jego regionalizacji, przedstawioną później w postaci opisowej charakterystyki regionów w książce Geografia regionalna Polski (1998 i późniejsze wznowienia). W międzyczasie nazwy regionów zostały standaryzowane przez Komisję Ustalania Nazw Miejscowości i Obiektów Fizjograficznych przy Urzędzie Rady Ministrów i opublikowane w wykazie Nazwy geograficzne Rzeczypospolitej Polskiej (1991).
Omawiana regionalizacja jest podziałem ściśle naukowym, niekiedy odbiegającym od powszechnie przyjętych regionów (brak tu np. Pojezierza Suwalskiego czy Niziny Mazowieckiej). Część środowiska geografów (m.in. Jan Flis) kwestionowała zasadność używania tego podziału w nauczaniu szkolnym, z powodu jego zbyt specjalistycznego charakteru. J. Kondracki odpierał zarzuty twierdząc, że metodycznie dokonana regionalizacja nieodzownie wiąże się z pewnym poziomem skomplikowania, a standaryzacja regionów geograficznych powinna obejmować nie tylko szkolnictwo, ale też wydawnictwa encyklopedyczne i słownikowe. Zdawał on sobie jednocześnie sprawę, iż jego podział może się wydawać zbyt specjalistyczny dla nie-geografów, stąd w urzędowej standaryzacji nazw regionów przyjęto kilka popularnych nazw wariantowych dla grup regionów, jak Nizina Mazowiecka dla zbioru trzech makroregionów (Niziny Północnomazowieckiej, Niziny Środkowomazowieckiej i Wzniesień Południowomazowieckich). Podział J. Kondrackiego ostatecznie zaczął być stosowany w szkolnych atlasach geograficznych.
W krajach graniczących z Polską funkcjonują tamtejsze regionalizacje, często odmienne od polskiej. Dlatego niektóre regiony wydzielone przez J. Kondrackiego mogą „nie istnieć” w sąsiednim państwie, i odwrotnie – regiony istniejące np. według słowackiej regionalizacji Słowacji mogą nie występować w regionalizacji Polski. Przykładowo – na obszarze mezoregionu Beskidu Niskiego geografowie słowaccy wyróżniają trzy odrębne regiony: Busov, Ondavská vrchovina i Laborecká vrchovina, a nazwą Nízke Beskydy określają jednostkę dla nich nadrzędną (której odpowiednikiem u J. Kondrackiego jest makroregion Beskidów Środkowych).

### Aktualizacja z 2018 r.
Opublikowany w Atlasie Rzeczypospolitej z 1994 roku podział autorstwa Jerzego Kondrackiego i Andrzeja Richlinga uzyskał powszechną akceptację i popularność nie tylko wśród geografów, stając się standardem cytowanym w wielu pracach i znajdującym szerokie zastosowanie. Po 2000 roku w różnych ośrodkach akademickich podejmowano rozproszone próby modyfikacji tego podziału w skali lokalnej, z użyciem nowo dostępnych danych i technik naukowych.
Impulsem do sporządzenia zaktualizowanej regionalizacji w skali kraju stały się zmiany prawne dotyczące ochrony przyrody, wynikające z ratyfikacji Europejskiej Konwencji Krajobrazowej. Jej wdrożenie w system prawa krajowego odbyło się m.in. poprzez zobowiązanie ustawą z 2015 roku zarządów województw do sporządzania audytów krajobrazowych, jako podstawy prowadzenia polityki kształtowania i ochrony krajobrazu. Stosowne rozporządzenie rządowe określiło metodykę sporządzania owych audytów, wskazując na powiązanie granic krajobrazów z granicami mezoregionów fizycznogeograficznych, zgodnie z zaleceniami Generalnej Dyrekcji Ochrony Środowiska.
Środowisko naukowe skupione w Polskiej Asocjacji Ekologii Krajobrazu oraz w Polskim Towarzystwie Geograficznym uczestniczyło w procesie zmian legislacyjnych jako czynnik opiniujący, a następnie podjęło się zadania kompleksowej weryfikacji i doprecyzowania podziału z 1994 roku. Zespół 26 geografów pod kierownictwem Jerzego Solona z Polskiej Akademii Nauk opracował nową wersję regionalizacji, którą przedstawiono w 2018 roku w formie wieloautorskiego artykułu z dołączoną mapą przeglądową (w skali 1:2000 000) na łamach czasopisma „Geographia Polonica” oraz na internetowym portalu mapowym GDOŚ (mapa w skali 1:50 000), a następnie w książce Regionalna geografia fizyczna Polski z 2021 roku, gdzie zamieszczono opisową charakterystykę regionów.
Nowy podział jest syntezą prac poszczególnych ośrodków regionalnych i polega przede wszystkim na precyzyjnym wytyczeniu granic mezoregionów. Sporządzono go w skali 1:50 000, podczas gdy prace J. Kondrackiego nadawały się do użytku w skalach przeglądowych rzędu 1:300 000–1:1000 000. Zachowano hierarchiczną strukturę regionów oraz system ich cyfrowej indeksacji. Zwiększeniu uległa liczba mezoregionów – z 316 do 344, a nazwy niektórych z nich zmieniono. Nie uległy zmianie liczebność i nazwy jednostek wyższych rzędów (choć zmieniły się ich granice wraz z modyfikacją granic mezoregionów). Według autorów nowego podziału zachowuje on idee i założenia teoretyczne koncepcji J. Kondrackiego, stanowiąc jej logiczną kontynuację.
Przy ustalaniu granic mezoregionów spożytkowano najnowsze dane przestrzenne i ich komputerowe analizy w systemach GIS. Jako materiał źródłowy dla numerycznego modelowania terenu wykorzystano lidarowe pomiary hipsometryczne zebrane metodą skanowania lotniczego, które zestawiono ze szczegółową mapą geologiczną kraju. Posiłkowano się również precyzyjnymi mapami topograficznymi, hydrograficznymi oraz botanicznymi. Postęp cyfryzacji umożliwił uzyskanie szczegółowości opracowania nieosiągalnej dla geografów zajmujących się regionalizacją w XX wieku, kiedy pracowano przy użyciu co najwyżej prostych metod komputerowych i przede wszystkim technikami manualnymi, z użyciem map papierowych.
| Ośrodek badawczy                                                            | Naukowcy                 |
| --------------------------------------------------------------------------- | ------------------------ |
| Instytut Geografii i Przestrzennego Zagospodarowania Polskiej Akademii Nauk | Jerzy Solon              |
| Instytut Ochrony Środowiska – Państwowy Instytut Badawczy                   | Jan Borzyszkowski        |
| Instytut Ochrony Środowiska – Państwowy Instytut Badawczy                   | Małgorzata Bidłasik      |
| Instytut Ochrony Środowiska – Państwowy Instytut Badawczy                   | Izabela Grzegorczyk      |
| Uniwersytet Warszawski                                                      | Andrzej Richling         |
| Uniwersytet Warszawski                                                      | Jerzy Lechnio            |
| Uniwersytet Warszawski                                                      | Ewa Malinowska           |
| Uniwersytet Jagielloński                                                    | Jarosław Balon           |
| Uniwersytet Jagielloński                                                    | Miłosz Jodłowski         |
| Uniwersytet Jagielloński                                                    | Paweł Krąż               |
| Uniwersytet Jagielloński                                                    | Wiesław Ziaja            |
| Uniwersytet Gdański                                                         | Mariusz Kistowski        |
| Uniwersytet Mikołaja Kopernika w Toruniu                                    | Rafał Kot                |
| Uniwersytet Jana Kochanowskiego w Kielcach                                  | Małgorzata Strzyż        |
| Uniwersytet Marii Curie-Skłodowskiej w Lublinie                             | Teresa Brzezińska-Wójcik |
| Uniwersytet Marii Curie-Skłodowskiej w Lublinie                             | Łukasz Chabudziński      |
| Uniwersytet Marii Curie-Skłodowskiej w Lublinie                             | Radosław Dobrowolski     |
| Uniwersytet Marii Curie-Skłodowskiej w Lublinie                             | Jan Rodzik               |
| Uniwersytet Marii Curie-Skłodowskiej w Lublinie                             | Sławomir Terpiłowski     |
| Uniwersytet Łódzki                                                          | Anna Majchrowska         |
| Uniwersytet Łódzki                                                          | Elżbieta Papińska        |
| Uniwersytet im. Adama Mickiewicza w Poznaniu                                | Andrzej Macias           |
| Uniwersytet Wrocławski                                                      | Piotr Migoń              |
| Uniwersytet Opolski                                                         | Krzysztof Badora         |
| Uniwersytet Śląski w Katowicach                                             | Urszula Myga-Piątek      |
| Uniwersytet Śląski w Katowicach                                             | Jerzy Nita               |

## Podział na prowincje, podprowincje i makroregiony
W regionalizacji z 1994 roku obszar Polski podzielono na 7 prowincji, 18 podprowincji i 59 makroregionów fizycznogeograficznych – taką samą strukturę utrzymano w podziale z 2018 roku:
| Prowincja                                                   | Podprowincja                             | Makroregiony |
| ----------------------------------------------------------- | ---------------------------------------- | --- |
| (31) Niż Środkowoeuropejski                                 | (313) Pobrzeża Południowobałtyckie       | (313.2–3) Pobrzeże Szczecińskie (513.4) Pobrzeże Koszalińskie (513.5) Pobrzeże Gdańskie |
| (31) Niż Środkowoeuropejski                                 | (314–316) Pojezierza Południowobałtyckie | (314.4) Pojezierze Zachodniopomorskie (314.5) Pojezierze Wschodniopomorskie (314.6–7) Pojezierze Południowopomorskie (314.8) Dolina Dolnej Wisły (314.9) Pojezierze Iławskie (315.1) Pojezierze Chełmińsko-Dobrzyńskie (315.3) Pradolina Toruńsko-Eberswaldzka (315.4) Pojezierze Lubuskie (315.5) Pojezierze Wielkopolskie (315.6) Pradolina Warciańsko-Odrzańska (315.7) Wzniesienia Zielonogórskie (315.8) Pojezierze Leszczyńskie |
| (31) Niż Środkowoeuropejski                                 | (317) Niziny Sasko-Łużyckie              | (317.2) Obniżenie Dolnołużyckie (317.4) Wzniesienia Łużyckie (317.7) Nizina Śląsko-Łużycka |
| (31) Niż Środkowoeuropejski                                 | (318) Niziny Środkowopolskie             | (318.1–2) Nizina Południowowielkopolska (318.3) Obniżenie Milicko-Głogowskie (318.4) Wał Trzebnicki (318.5) Nizina Śląska (318.6) Nizina Północnomazowiecka (318.7) Nizina Środkowomazowiecka (318.8) Wzniesienia Południowomazowieckie (318.9) Nizina Południowopodlaska |
| (33) Masyw Czeski                                           | (332) Sudety z Przedgórzem Sudeckim      | (332.1) Przedgórze Sudeckie (332.2) Pogórze Zachodniosudeckie (332.3) Sudety Zachodnie (332.4–5) Sudety Środkowe (332.6) Sudety Wschodnie |
| (34) Wyżyny Polskie                                         | (341) Wyżyna Śląsko-Krakowska            | (341.1) Wyżyna Śląska (341.2) Wyżyna Woźnicko-Wieluńska (341.3) Wyżyna Krakowsko-Częstochowska |
| (34) Wyżyny Polskie                                         | (342) Wyżyna Małopolska                  | (342.1) Wyżyna Przedborska (342.2) Niecka Nidziańska (342.3) Wyżyna Kielecka |
| (34) Wyżyny Polskie                                         | (343) Wyżyna Lubelsko-Lwowska            | (343.1) Wyżyna Lubelska (343.2) Roztocze |
| (51) Karpaty Zachodnie z Podkarpaciem Zachodnim i Północnym | (512) Podkarpacie Północne               | (512.1) Kotlina Ostrawska (512.2) Kotlina Oświęcimska (512.3) Brama Krakowska (512.4–5) Kotlina Sandomierska |
| (51) Karpaty Zachodnie z Podkarpaciem Zachodnim i Północnym | (513) Zewnętrzne Karpaty Zachodnie       | (513.3) Pogórze Zachodniobeskidzkie (513.4–5) Beskidy Zachodnie (513.6) Pogórze Środkowobeskidzkie (513.7) Beskidy Środkowe |
| (51) Karpaty Zachodnie z Podkarpaciem Zachodnim i Północnym | (514–15) Centralne Karpaty Zachodnie     | (514.1) Obniżenie Orawsko-Podhalańskie (514.5) Łańcuch Tatrzański |
| (52) Karpaty Wschodnie z Podkarpaciem Wschodnim             | (521) Podkarpacie Wschodnie              | (521.1) Płaskowyż Sańsko-Dniestrzański |
| (52) Karpaty Wschodnie z Podkarpaciem Wschodnim             | (522) Zewnętrzne Karpaty Wschodnie       | (522.1) Beskidy Lesiste |
| (84) Niż Wschodniobałtycko-Białoruski                       | (841) Pobrzeża Wschodniobałtyckie        | (841.5) Nizina Staropruska |
| (84) Niż Wschodniobałtycko-Białoruski                       | (842) Pojezierza Wschodniobałtyckie      | (842.7) Pojezierze Litewskie (842.8) Pojezierze Mazurskie |
| (84) Niż Wschodniobałtycko-Białoruski                       | (843) Wysoczyzny Podlasko-Białoruskie    | (843.3) Nizina Północnopodlaska |
| (84) Niż Wschodniobałtycko-Białoruski                       | (845) Polesie                            | (845.1) Polesie Zachodnie (845.3) Polesie Wołyńskie |
| (85) Wyżyny Ukraińskie                                      | (851) Wyżyna Wołyńsko-Podolska           | (851.1) Wyżyna Wołyńska (851.2) Kotlina Pobuża |

## Podział na mezoregiony
W podziale z 1994 roku na obszarze Polski wyróżniono 316 mezoregionów, będących podstawowymi jednostkami podziału fizycznogeograficznego kraju. Wieloautorska regionalizacja z 2018 roku wyszczególnia w sumie 344 mezoregiony:
| Podział z 1994 r. | Aktualizacja z 2018 r. |
| --- | --- |
| Mezoregiony Pobrzeża Szczecińskiego (313.2–3): | |
| - (313.21) Uznam i Wolin - (313.22) Wybrzeże Trzebiatowskie - (313.23) Równina Wkrzańska - (313.24) Dolina Dolnej Odry - (313.25) Równina Goleniowska - (313.26) Wzniesienia Szczecińskie - (313.27) Wzgórza Bukowe - (313.28) Równina Wełtyńska - (313.31) Równina Pyrzycka - (313.32) Równina Nowogardzka - (313.33) Równina Gryficka                                                                    | - (313.21) Uznam i Wolin - (313.22) Wybrzeże Trzebiatowskie - (313.23) Równina Wkrzańska - (313.24) Dolina Dolnej Odry - (313.25) Równina Goleniowska - (313.26) Wzniesienia Szczecińskie - (313.27) Wzgórza Bukowe - (313.28) Równina Wełtyńska - (313.31) Równina Pyrzycka - (313.32) Równina Nowogardzka - (313.33) Równina Gryficka |
| Mezoregiony Pobrzeża Koszalińskiego (313.4): | |
| - (313.41) Wybrzeże Słowińskie - (313.42) Równina Białogardzka - (313.43) Równina Słupska - (313.44) Wysoczyzna Damnicka - (313.45) Wysoczyzna Żarnowiecka - (313.46) Pradolina Redy-Łeby | - (313.41) Wybrzeże Słowińskie - (313.42) Równina Białogardzka - (313.43) Równina Słupska - (313.44) Wysoczyzna Damnicka - (313.45) Wysoczyzna Choczewska (zmieniona nazwa) - (313.46) Pradolina Redy-Łeby - (313.47) Wybrzeże Koszalińskie (nowy mezoregion) |
| Mezoregiony Pobrzeża Gdańskiego (313.5): | |
| - (313.51) Pobrzeże Kaszubskie - (313.52) Mierzeja Helska - (313.53) Mierzeja Wiślana - (313.54) Żuławy Wiślane - (313.55) Wysoczyzna Elbląska - (313.56) Równina Warmińska - (313.57) Wybrzeże Staropruskie | - (313.51) Pobrzeże Kaszubskie - (313.52) Mierzeja Helska - (313.53) Mierzeja Wiślana - (313.54) Żuławy Wiślane - (313.55) Wysoczyzna Elbląska - (313.56) Równina Warmińska - (313.57) Wybrzeże Staropruskie |
| Mezoregiony Pojezierza Zachodniopomorskiego (314.4): | |
| - (314.41) Pojezierze Myśliborskie - (314.42) Pojezierze Choszczeńskie - (314.43) Pojezierze Ińskie - (314.44) Wysoczyzna Łobeska - (314.45) Pojezierze Drawskie - (314.46) Wysoczyzna Polanowska - (314.47) Pojezierze Bytowskie | - (314.41) Pojezierze Myśliborskie - (314.42) Pojezierze Choszczeńskie - (314.43) Pojezierze Ińskie - (314.44) Wysoczyzna Łobeska - (314.45) Pojezierze Drawskie - (314.46) Wysoczyzna Polanowska - (314.47) Pojezierze Bytowskie |
| Mezoregiony Pojezierza Wschodniopomorskiego (314.5): | |
| - (314.51) Pojezierze Kaszubskie - (314.52) Pojezierze Starogardzkie | - (314.51) Pojezierze Kaszubskie - (314.52) Pojezierze Starogardzkie |
| Mezoregiony Pojezierza Południowopomorskiego (314.6–7): | |
| - (314.61) Równina Gorzowska - (314.62) Pojezierze Dobiegniewskie - (314.63) Równina Drawska - (314.64) Pojezierze Wałeckie - (314.65) Równina Wałecka - (314.66) Pojezierze Szczecineckie - (314.67) Równina Charzykowska - (314.68) Dolina Gwdy - (314.69) Pojezierze Krajeńskie - (314.71) Bory Tucholskie - (314.72) Dolina Brdy - (314.73) Wysoczyzna Świecka                                         | - (314.61) Równina Gorzowska - (314.62) Pojezierze Dobiegniewskie - (314.63) Równina Drawska - (314.64) Pojezierze Wałeckie - (314.65) Równina Wałecka - (314.66) Pojezierze Szczecineckie - (314.67) Równina Charzykowska - (314.68) Dolina Gwdy - (314.69) Pojezierze Północnokrajeńskie (nowy mezoregion) - (314.71) Bory Tucholskie - (314.72) Dolina Brdy - (314.73) Wysoczyzna Świecka - (314.74) Pojezierze Południowokrajeńskie (nowy mezoregion) |
| Mezoregiony Doliny Dolnej Wisły (314.8): | |
| - (314.81) Dolina Kwidzyńska - (314.82) Kotlina Grudziądzka - (314.83) Dolina Fordońska | - (314.81) Dolina Kwidzyńska - (314.82) Kotlina Grudziądzka - (314.83) Dolina Fordońska |
| Mezoregiony Pojezierza Iławskiego (314.9): | |
| nie wyróżniono mezoregionów | - (314.91) Pojezierze Dzierzgońsko-Morąskie (nowy mezoregion) - (314.92) Pojezierze Łasińskie (nowy mezoregion) - (314.93) Równina Iławska (nowy mezoregion) |
| Mezoregiony Pojezierza Chełmińsko-Dobrzyńskiego (315.1): | |
| - (315.11) Pojezierze Chełmińskie - (315.12) Pojezierze Brodnickie - (315.13) Dolina Drwęcy - (315.14) Pojezierze Dobrzyńskie - (315.15) Garb Lubawski - (315.16) Równina Urszulewska | - (315.11) Pojezierze Chełmińskie - (315.12) Pojezierze Brodnickie - (315.13) Dolina Drwęcy - (315.14) Pojezierze Dobrzyńskie - (315.15) Garb Lubawski - (315.16) Równina Urszulewska |
| Mezoregiony Pradoliny Toruńsko-Eberswaldzkiej (315.3): | |
| - (315.32) Kotlina Freienwaldzka - (315.33) Kotlina Gorzowska - (315.34) Dolina Środkowej Noteci - (315.35) Kotlina Toruńska - (315.36) Kotlina Płocka | - (315.32) Kotlina Freienwaldzka - (315.33) Kotlina Gorzowska - (315.34) Dolina Środkowej Noteci - (315.35) Kotlina Toruńska - (315.36) Kotlina Płocka - (315.37) Nieszawski Przełom Wisły (nowy mezoregion) |
| Mezoregiony Pojezierza Lubuskiego (315.4): | |
| - (315.41) Lubuski Przełom Odry - (315.42) Pojezierze Łagowskie - (315.43) Równina Torzymska - (315.44) Bruzda Zbąszyńska | - (315.41) Lubuski Przełom Odry - (315.42) Pojezierze Łagowskie - (315.43) Równina Torzymska - (315.44) Bruzda Zbąszyńska |
| Mezoregiony Pojezierza Wielkopolskiego (315.5): | |
| - (315.51) Pojezierze Poznańskie - (315.52) Poznański Przełom Warty - (315.53) Pojezierze Chodzieskie - (315.54) Pojezierze Gnieźnieńskie - (315.55) Równina Inowrocławska - (315.56) Równina Wrzesińska - (315.57) Pojezierze Kujawskie | - (315.50) Równina Nowotomyska (nowy mezoregion) - (315.51) Pojezierze Poznańskie - (315.52) Poznański Przełom Warty - (315.53) Pojezierze Chodzieskie - (315.54) Pojezierze Gnieźnieńskie - (315.55) Równina Inowrocławska - (315.56) Równina Wrzesińska - (315.57) Pojezierze Kujawskie - (315.58) Pojezierze Żnińsko-Mogileńskie (nowy mezoregion) - (315.59) Wysoczyzna Grodziska (nowy mezoregion) |
| Mezoregiony Pradoliny Warciańsko-Odrzańskiej (315.6): | |
| - (315.61) Dolina Środkowej Odry - (315.62) Kotlina Kargowska - (315.63) Dolina Środkowej Obry - (315.64) Kotlina Śremska | - (315.61) Dolina Środkowej Odry - (315.62) Kotlina Kargowska - (315.63) Dolina Środkowej Obry - (315.64) Kotlina Śremska |
| Mezoregiony Wzniesień Zielonogórskich (315.7): | |
| - (315.71) Wzniesienia Gubińskie - (315.72) Dolina Dolnego Bobru - (315.73) Wysoczyzna Czerwieńska - (315.74) Wał Zielonogórski | - (315.71) Wzniesienia Gubińskie - (315.72) Dolina Dolnego Bobru - (315.73) Wysoczyzna Czerwieńska - (315.74) Wał Zielonogórski |
| Mezoregiony Pojezierza Leszczyńskiego (315.8): | |
| - (315.81) Pojezierze Sławskie - (315.82) Pojezierze Krzywińskie - (315.83) Równina Kościańska - (315.84) Wał Żerkowski | - (315.81) Pojezierze Sławskie - (315.82) Pojezierze Krzywińskie - (315.83) Równina Kościańska - (315.84) Wał Żerkowski |
| Mezoregiony Obniżenia Dolnołużyckiego (317.2): | |
| - (317.23) Kotlina Zasiecka | - (317.23) Kotlina Zasiecka |
| Mezoregiony Wzniesień Łużyckich (317.4): | |
| - (317.46) Wał Mużakowski | - (317.46) Wał Mużakowski |
| Mezoregiony Niziny Śląsko-Łużyckiej (317.7): | |
| - (317.74) Bory Dolnośląskie - (317.75) Równina Szprotawska - (317.76) Wysoczyzna Lubińska - (317.77) Równina Legnicka - (317.78) Równina Chojnowska | - (317.74) Bory Dolnośląskie - (317.75) Równina Przemkowska (zmieniona nazwa) - (317.76) Wysoczyzna Lubińska - (317.77) Równina Legnicka - (317.78) Równina Chojnowska |
| Mezoregiony Niziny Południowowielkopolskiej (318.1–2): | |
| - (318.11) Wysoczyzna Leszczyńska - (318.12) Wysoczyzna Kaliska - (318.13) Dolina Konińska - (318.14) Kotlina Kolska - (318.15) Wysoczyzna Kłodawska - (318.16) Równina Rychwalska - (318.17) Wysoczyzna Turecka - (318.18) Kotlina Sieradzka - (318.19) Wysoczyzna Łaska - (318.21) Kotlina Grabowska - (318.22) Wysoczyzna Złoczewska - (318.23) Kotlina Szczercowska - (318.24) Wysoczyzna Wieruszowska | - (318.11) Wysoczyzna Leszczyńska - (318.12) Wysoczyzna Kaliska - (318.13) Dolina Konińska - (318.14) Kotlina Kolska - (318.15) Wysoczyzna Kłodawska - (318.16) Równina Rychwalska - (318.17) Wysoczyzna Turecka - (318.18) Kotlina Sieradzka - (318.19) Wysoczyzna Łaska - (318.21) Kotlina Grabowska - (318.22) Wysoczyzna Złoczewska - (318.23) Kotlina Szczercowska - (318.24) Wysoczyzna Wieruszowska - (318.25) Międzyrzecze Pysznej i Niecieczy (nowy mezoregion) |
| Mezoregiony Obniżeninia Milicko-Głogowskiego (318.3): | |
| - (318.31) Obniżenie Nowosolskie - (318.32) Pradolina Głogowska - (318.33) Kotlina Żmigrodzka - (318.34) Kotlina Milicka | - (318.31) Obniżenie Nowosolskie - (318.32) Pradolina Głogowska - (318.33) Kotlina Żmigrodzka - (318.34) Kotlina Milicka |
| Mezoregiony Wału Trzebnickiego (318.4): | |
| - (318.41) Wzniesienia Żarskie - (318.42) Wzgórza Dalkowskie - (318.43) Obniżenie Ścinawskie - (318.44) Wzgórza Trzebnickie - (318.45) Wzgórza Twardogórskie - (318.46) Wzgórza Ostrzeszowskie | - (318.41) Wzniesienia Żarskie - (318.42) Wzgórza Dalkowskie - (318.43) Obniżenie Ścinawskie - (318.44) Wzgórza Trzebnickie - (318.45) Wzgórza Twardogórskie - (318.46) Wzgórza Ostrzeszowskie - (318.47) Dolina Środkowego Bobru (nowy mezoregion) |
| Mezoregiony Niziny Śląskiej (318.5): | |
| - (318.51) Wysoczyzna Rościsławska - (318.52) Pradolina Wrocławska - (318.53) Równina Wrocławska - (318.54) Dolina Nysy Kłodzkiej - (318.55) Równina Niemodlińska - (318.56) Równina Oleśnicka - (318.57) Równina Opolska - (318.58) Płaskowyż Głubczycki - (318.59) Kotlina Raciborska | - (318.50) Brama Raciborska (nowy mezoregion) - (318.51) Wysoczyzna Rościsławska - (318.52) Pradolina Wrocławska - (318.53) Równina Wrocławska - (318.54) Dolina Nysy Kłodzkiej - (318.55) Równina Niemodlińska - (318.56) Równina Oleśnicka - (318.57) Równina Opolska - (318.58) Płaskowyż Głubczycki - (318.59) Kotlina Raciborska |
| Mezoregiony Niziny Północnomazowieckiej (318.6): | |
| - (318.61) Wysoczyzna Płońska - (318.62) Równina Raciąska - (318.63) Wzniesienia Mławskie - (318.64) Wysoczyzna Ciechanowska - (318.65) Równina Kurpiowska - (318.66) Dolina Dolnej Narwi - (318.67) Międzyrzecze Łomżyńskie | - (318.61) Wysoczyzna Płońska - (318.62) Równina Raciąska - (318.63) Wzniesienia Mławskie - (318.64) Wysoczyzna Ciechanowska - (318.65) Równina Kurpiowska - (318.66) Dolina Dolnej Narwi - (318.67) Międzyrzecze Łomżyńskie |
| Mezoregiony Niziny Środkowomazowieckiej (318.7): | |
| - (318.71) Równina Kutnowska - (318.72) Równina Łowicko-Błońska - (318.73) Kotlina Warszawska - (318.74) Dolina Dolnego Bugu - (318.75) Dolina Środkowej Wisły - (318.76) Równina Warszawska - (318.77) Równina Kozienicka - (318.78) Równina Wołomińska - (318.79) Równina Garwolińska | - (318.70) Dolina Dolnej Pilicy (nowy mezoregion) - (318.71) Równina Kutnowska - (318.72) Równina Łowicko-Błońska - (318.73) Kotlina Warszawska - (318.74) Dolina Dolnego Bugu - (318.75) Dolina Środkowej Wisły - (318.76) Równina Warszawska - (318.77) Równina Kozienicka - (318.78) Równina Wołomińska - (318.79) Równina Garwolińska |
| Mezoregiony Wzniesień Południowomazowieckich (318.8): | |
| - (318.81) Wysoczyzna Bełchatowska - (318.82) Wzniesienia Łódzkie - (318.83) Wysoczyzna Rawska - (318.84) Równina Piotrkowska - (318.85) Dolina Białobrzeska - (318.86) Równina Radomska | - (318.81) Wysoczyzna Bełchatowska - (318.82) Wzniesienia Łódzkie - (318.83) Wysoczyzna Rawska - (318.84) Równina Piotrkowska - (318.85) Dolina Białobrzeska - (318.86) Równina Radomska |
| Mezoregiony Niziny Południowopodlaskiej (318.9): | |
| - (318.91) Podlaski Przełom Bugu - (318.92) Wysoczyzna Kałuszyńska - (318.93) Obniżenie Węgrowskie - (318.94) Wysoczyzna Siedlecka - (318.95) Wysoczyzna Żelechowska - (318.96) Równina Łukowska - (318.97) Pradolina Wieprza - (318.98) Wysoczyzna Lubartowska | - (318.91) Podlaski Przełom Bugu - (318.92) Wysoczyzna Kałuszyńska - (318.93) Obniżenie Węgrowskie - (318.94) Wysoczyzna Siedlecka - (318.95) Wysoczyzna Żelechowska - (318.96) Równina Łukowska - (318.97) Pradolina Wieprza - (318.98) Wysoczyzna Lubartowska |
| Mezoregiony Przedgórza Sudeckiego (332.1): | |
| - (332.11) Wzgórza Strzegomskie - (332.12) Równina Świdnicka - (332.13) Masyw Ślęży - (332.14) Wzgórza Niemczańsko-Strzelińskie - (332.15) Obniżenie Podsudeckie - (332.16) Obniżenie Otmuchowskie - (332.17) Przedgórze Paczkowskie | - (332.11) Wzgórza Strzegomskie - (332.12) Równina Świdnicka - (332.13) Masyw Ślęży - (332.14) Wzgórza Niemczańsko-Strzelińskie - (332.15) Obniżenie Podsudeckie - (332.16) Obniżenie Otmuchowskie - (332.17) Przedgórze Paczkowskie |
| Mezoregiony Pogórza Zachodniosudeckiego (332.2): | |
| - (332.25) Obniżenie Żytawsko-Zgorzeleckie - (332.26) Pogórze Izerskie - (332.27) Pogórze Kaczawskie - (332.28) Pogórze Wałbrzyskie | - (332.25) Kotlina Żytawska (zmieniona nazwa) - (332.26) Pogórze Izerskie - (332.27) Pogórze Kaczawskie - (332.28) Pogórze Wałbrzyskie |
| Mezoregiony Sudetów Zachodnich (332.3): | |
| - (332.34) Góry Izerskie - (332.35) Góry Kaczawskie - (332.36) Kotlina Jeleniogórska - (332.37) Karkonosze - (332.38) Rudawy Janowickie | - (332.34) Góry Izerskie - (332.35) Góry Kaczawskie - (332.36) Kotlina Jeleniogórska - (332.37) Karkonosze - (332.38) Rudawy Janowickie |
| Mezoregiony Sudetów Środkowych (332.4–5): | |
| - (332.41) Brama Lubawska - (332.42) Góry Wałbrzyskie - (332.43) Góry Kamienne - (332.44) Góry Sowie - (332.45) Góry Bardzkie - (332.46) Obniżenie Noworudzkie - (332.47) Obniżenie Ścinawki - (332.48) Góry Stołowe - (332.51) Pogórze Orlickie - (332.52) Góry Orlickie - (332.53) Góry Bystrzyckie - (332.54) Kotlina Kłodzka                                                                           | - (332.41) Brama Lubawska - (332.42) Góry Wałbrzyskie - (332.43) Góry Kamienne - (332.44) Góry Sowie - (332.45) Góry Bardzkie - (332.46) Obniżenie Noworudzkie - (332.47) Obniżenie Ścinawki - (332.48) Góry Stołowe - (332.51) Pogórze Orlickie - (332.52) Góry Orlickie - (332.53) Góry Bystrzyckie - (332.54) Kotlina Kłodzka - (332.55) Rów Górnej Nysy (nowy mezoregion) |
| Mezoregiony Sudetów Wschodnich (332.6): | |
| - (332.61) Góry Złote - (332.62) Masyw Śnieżnika - (332.63) Góry Opawskie | - (332.61) Góry Złote - (332.62) Masyw Śnieżnika - (332.63) Góry Opawskie |
| Mezoregiony Wyżyny Śląskiej (341.1): | |
| - (341.11) Chełm - (341.12) Garb Tarnogórski - (341.13) Wyżyna Katowicka - (341.14) Pagóry Jaworznickie - (341.15) Płaskowyż Rybnicki | - (341.11) Chełm - (341.12) Garb Tarnogórski - (341.13) Wyżyna Katowicka - (341.14) Pagóry Jaworznickie - (341.15) Płaskowyż Rybnicki - (341.16) Obniżenie Bojszowa (nowy mezoregion) |
| Mezoregiony Wyżyny Woźnicko-Wieluńskiej (341.2): | |
| - (341.21) Wyżyna Wieluńska - (341.22) Obniżenie Liswarty - (341.23) Próg Woźnicki - (341.24) Próg Herbski - (341.25) Obniżenie Górnej Warty - (341.26) Obniżenie Krzepickie | - (341.21) Wyżyna Wieluńska - (341.22) Obniżenie Liswarty - (341.23) Próg Woźnicki - (341.24) Próg Herbski - (341.25) Obniżenie Górnej Warty - (341.26) Obniżenie Krzepickie - (341.27) Kotlina Siewierza (nowy mezoregion) - (341.28) Obniżenie Górnej Małej Panwi (nowy mezoregion) |
| Mezoregiony Wyżyny Krakowsko-Częstochowskiej (341.3): | |
| - (341.31) Wyżyna Częstochowska - (341.32) Wyżyna Olkuska - (341.33) Rów Krzeszowicki - (341.34) Garb Tenczyński | - (341.31) Wyżyna Częstochowska - (341.32) Wyżyna Olkuska - (341.33) Rów Krzeszowicki - (341.34) Garb Tenczyński |
| Mezoregiony Wyżyny Przedborskiej (342.1): | |
| - (342.11) Wzgórza Radomszczańskie - (342.12) Wzgórza Opoczyńskie - (342.13) Próg Lelowski - (342.14) Niecka Włoszczowska - (342.15) Pasmo Przedborsko-Małogoskie - (342.16) Wzgórza Łopuszańskie | - (342.11) Wzgórza Radomszczańskie - (342.12) Wzgórza Opoczyńskie - (342.13) Próg Lelowski - (342.14) Niecka Włoszczowska - (342.15) Pasmo Przedborsko-Małogoskie - (342.16) Wzgórza Łopuszańskie - (342.17) Niecka Przyrowska (nowy mezoregion) |
| Mezoregiony Niecki Nidziańskiej (342.2): | |
| - (342.21) Płaskowyż Jędrzejowski - (342.22) Wyżyna Miechowska - (342.23) Płaskowyż Proszowicki - (342.24) Garb Wodzisławski - (342.25) Dolina Nidy - (342.26) Niecka Solecka - (342.27) Garb Pińczowski - (342.28) Niecka Połaniecka | - (342.21) Płaskowyż Jędrzejowski - (342.22) Wyżyna Miechowska - (342.23) Płaskowyż Proszowicki - (342.24) Garb Wodzisławski - (342.25) Dolina Nidy - (342.26) Niecka Solecka - (342.27) Garb Pińczowski - (342.28) Niecka Połaniecka |
| Mezoregiony Wyżyny Kieleckiej (342.3): | |
| - (342.31) Płaskowyż Suchedniowski - (342.32) Garb Gielniowski - (342.33) Przedgórze Iłżeckie - (342.34–35) Góry Świętokrzyskie - (342.36) Wyżyna Sandomierska - (342.37) Pogórze Szydłowskie | - (342.31) Płaskowyż Suchedniowski - (342.32) Garb Gielniowski - (342.33) Przedgórze Iłżeckie - (342.34–35) Góry Świętokrzyskie - (342.36) Wyżyna Sandomierska - (342.37) Pogórze Szydłowskie |
| Mezoregiony Wyżyny Lubelskiej (343.1): | |
| - (343.11) Małopolski Przełom Wisły - (343.12) Płaskowyż Nałęczowski - (343.13) Równina Bełżycka - (343.14) Kotlina Chodelska - (343.15) Wzniesienia Urzędowskie - (343.16) Płaskowyż Świdnicki - (343.17) Wyniosłość Giełczewska - (343.18) Działy Grabowieckie - (343.19) Padół Zamojski | - (343.11) Małopolski Przełom Wisły - (343.12) Płaskowyż Nałęczowski - (343.13) Równina Bełżycka - (343.14) Obniżenie Chodelskie (zmieniona nazwa) - (343.15) Wzniesienia Urzędowskie - (343.16) Płaskowyż Świdnicki - (343.17) Wyniosłość Giełczewska - (343.18) Działy Grabowieckie - (343.19) Kotlina Zamojska (zmieniona nazwa) |
| Mezoregiony Roztocza (343.2): | |
| - (343.21) Roztocze Zachodnie - (343.22) Roztocze Środkowe - (343.23) Roztocze Wschodnie | - (343.21) Roztocze Zachodnie - (343.22) Roztocze Środkowe - (343.23) Roztocze Wschodnie |
| Mezoregiony Kotliny Ostrawskiej (512.1): | |
| - (512.11) Wysoczyzna Kończycka | - (512.11) Wysoczyzna Kończycka - (512.12) Kotlina Olzy (nowy mezoregion) |
| Mezoregiony Kotliny Oświęcimskiej (512.2): | |
| - (512.21) Równina Pszczyńska - (512.22) Dolina Górnej Wisły - (512.23) Podgórze Wilamowickie | - (512.21) Równina Pszczyńska - (512.22) Dolina Górnej Wisły - (512.23) Podgórze Wilamowickie |
| Mezoregiony Bramy Krakowskiej (512.3): | |
| - (512.31) Rów Skawiński - (512.32) Obniżenie Cholerzyńskie - (512.33) Pomost Krakowski | - (512.31) Rów Skawiński - (512.32) Obniżenie Cholerzyńskie - (512.33) Pomost Krakowski |
| Mezoregiony Kotliny Sandomierskiej (512.4–5): | |
| - (512.41) Nizina Nadwiślańska - (512.42) Podgórze Bocheńskie - (512.43) Płaskowyż Tarnowski - (512.44) Dolina Dolnej Wisłoki - (512.45) Równina Tarnobrzeska - (512.46) Dolina Dolnego Sanu - (512.47) Równina Biłgorajska - (512.48) Płaskowyż Kolbuszowski - (512.49) Płaskowyż Tarnogrodzki - (512.51) Pradolina Podkarpacka - (512.52) Podgórze Rzeszowskie                                           | - (512.41) Nizina Nadwiślańska - (512.42) Podgórze Bocheńskie - (512.43) Płaskowyż Tarnowski - (512.44) Dolina Dolnej Wisłoki - (512.45) Równina Tarnobrzeska - (512.46) Dolina Dolnego Sanu - (512.47) Równina Biłgorajska - (512.48) Płaskowyż Kolbuszowski - (512.49) Płaskowyż Tarnogrodzki - (512.51) Pradolina Podkarpacka - (512.52) Podgórze Rzeszowskie - (512.53) Podgórze Krakowskie (nowy mezoregion) |
| Mezoregiony Pogórza Zachodniobeskidzkiego (513.3): | |
| - (513.32) Pogórze Śląskie - (513.33) Pogórze Wielickie - (513.34) Pogórze Wiśnickie | - (513.32) Pogórze Śląskie - (513.33) Pogórze Wielickie - (513.34) Pogórze Wiśnickie |
| Mezoregiony Beskidów Zachodnich (513.4–5): | |
| - (513.45) Beskid Śląski - (513.46) Kotlina Żywiecka - (513.47) Beskid Mały - (513.48) Beskid Makowski - (513.49) Beskid Wyspowy - (513.50) Kotlina Rabczańska - (513.51) Beskid Żywiecki - (513.52) Gorce - (513.53) Kotlina Sądecka - (513.54) Beskid Sądecki | - (513.45) Beskid Śląski - (513.46) Kotlina Żywiecka - (513.47) Beskid Mały - (513.48) Beskid Makowski - (513.49) Beskid Wyspowy - (513.50) Pogórze Orawsko-Jordanowskie (zmieniona nazwa) - (513.51) Beskid Żywiecko-Orawski (zmieniona nazwa) - (513.52) Gorce - (513.53) Kotlina Sądecka - (513.54) Beskid Sądecki - (513.55) Międzygórze Jabłonkowsko-Koniakowskie (nowy mezoregion) - (513.56) Beskid Żywiecko-Kisucki (nowy mezoregion) - (513.57) Pasma Pewelsko-Krzeszowskie (nowy mezoregion) - (513.58) Działy Orawskie (nowy mezoregion) - (513.59) Pogórze Popradzkie (nowy mezoregion) |
| Mezoregiony Pogórza Środkowobeskidzkiego (513.6): | |
| - (513.61) Pogórze Rożnowskie - (513.62) Pogórze Ciężkowickie - (513.63) Pogórze Strzyżowskie - (513.64) Pogórze Dynowskie - (513.65) Pogórze Przemyskie - (513.66) Obniżenie Gorlickie - (513.67) Kotlina Jasielsko-Krośnieńska - (513.68) Pogórze Jasielskie - (513.69) Pogórze Bukowskie | - (513.61) Pogórze Rożnowskie - (513.62) Pogórze Ciężkowickie - (513.63) Pogórze Strzyżowskie - (513.64) Pogórze Dynowskie - (513.65) Pogórze Przemyskie - (513.66) Obniżenie Gorlickie - (513.67) Kotlina Jasielsko-Krośnieńska - (513.68) Pogórze Jasielskie - (513.69) Pogórze Bukowskie |
| Mezoregiony Beskidów Środkowych (513.7): | |
| - (513.71) Beskid Niski | - (513.71) Beskid Niski |
| Mezoregiony Obniżenia Orawsko-Podhalańskiego (514.1): | |
| - (514.11) Kotlina Orawsko-Nowotarska - (514.12) Pieniny - (514.13) Pogórze Spisko-Gubałowskie - (514.14) Rów Podtatrzański | - (514.11) Kotlina Orawsko-Nowotarska - (514.12) Pieniny - (514.13) Pogórza Przedtatrzańskie (zmieniona nazwa) - (514.14) Bruzda Podtatrzańska (zmieniona nazwa) - (514.15) Magura Spiska (nowy mezoregion) |
| Mezoregiony Łańcucha Tatrzańskiego (514.5): | |
| - (514.52) Tatry Zachodnie - (514.53) Tatry Wschodnie | - (514.52) Tatry Zachodnie - (514.53) Tatry Wschodnie - (514.54) Tatry Reglowe (nowy mezoregion) |
| Mezoregiony Płaskowyżu Sańsko-Dniestrzańskiego (521.1): | |
| - (521.11) Płaskowyż Chyrowski | - (521.11) Podgórze Hermanowickie (zmieniona nazwa) - (521.13) Płaskowyż Mościski (nowy mezoregion) |
| Mezoregiony Beskidów Lesistych (522.1): | |
| - (522.11) Góry Sanocko-Turczańskie - (522.12) Bieszczady Zachodnie | - (522.11) Góry Sanocko-Turczańskie - (522.12) Bieszczady Zachodnie |
| Mezoregiony Niziny Staropruskiej (841.5): | |
| - (841.57) Wzniesienia Górowskie - (841.58) Równina Ornecka - (841.59) Nizina Sępopolska | - (841.57) Wzniesienia Górowskie - (841.58) Równina Ornecka - (841.59) Nizina Sępopolska |
| Mezoregiony Pojezierza Litewskiego (842.7): | |
| - (842.71) Puszcza Romincka - (842.72) Pojezierze Zachodniosuwalskie - (842.73) Pojezierze Wschodniosuwalskie - (842.74) Równina Augustowska | - (842.71) Puszcza Romincka - (842.72) Pojezierze Zachodniosuwalskie - (842.73) Pojezierze Wschodniosuwalskie - (842.74) Równina Augustowska |
| Mezoregiony Pojezierza Mazurskiego (842.8): | |
| - (842.81) Pojezierze Olsztyńskie - (842.82) Pojezierze Mrągowskie - (842.83) Kraina Wielkich Jezior Mazurskich - (842.84) Kraina Węgorapy - (842.85) Wzgórza Szeskie - (842.86) Pojezierze Ełckie - (842.87) Równina Mazurska | - (842.81) Pojezierze Olsztyńskie - (842.82) Pojezierze Mrągowskie - (842.83) Kraina Wielkich Jezior Mazurskich - (842.84) Kraina Węgorapy - (842.85) Wzgórza Szeskie - (842.86) Pojezierze Ełckie - (842.87) Równina Mazurska - (842.88) Równina Olsztynka (nowy mezoregion) - (842.89) Wysoczyzna Jeziorańsko-Bisztynecka (nowy mezoregion) |
| Mezoregiony Niziny Północnopodlaskiej (843.3): | |
| - (843.31) Wysoczyzna Kolneńska - (843.32) Kotlina Biebrzańska - (843.33) Wysoczyzna Białostocka - (843.34) Wzgórza Sokólskie - (843.35) Wysoczyzna Wysokomazowiecka - (843.36) Dolina Górnej Narwi - (843.37) Równina Bielska - (843.38) Wysoczyzna Drohiczyńska | - (843.31) Wysoczyzna Kolneńska - (843.32) Kotlina Biebrzańska - (843.33) Wysoczyzna Białostocka - (843.34) Wzgórza Sokólskie - (843.35) Wysoczyzna Wysokomazowiecka - (843.36) Dolina Górnej Narwi - (843.37) Równina Bielska - (843.38) Wysoczyzna Drohiczyńska |
| Mezoregiony Polesia Zachodniego (845.1): | |
| - (845.11) Zaklęsłość Łomaska - (845.12) Równina Kodeńska - (845.13) Równina Parczewska - (845.14) Zaklęsłość Sosnowicka - (845.15) Garb Włodawski - (845.16) Równina Łęczyńsko-Włodawska - (845.17) Polesie Brzeskie | - (845.11) Zaklęsłość Łomaska - (845.12) Wysoczyzna Parczewsko-Kodeńska (zmieniona nazwa) - (845.14) Zaklęsłość Sosnowicka - (845.15) Garb Włodawski - (845.16) Pojezierze Łęczyńsko-Włodawskie (zmieniona nazwa) - (845.18) Dolina Środkowego Bugu (nowy mezoregion) |
| Mezoregiony Polesia Wołyńskiego (845.3): | |
| - (845.31) Obniżenie Dorohuckie - (845.32) Pagóry Chełmskie - (845.33) Obniżenie Dubieńskie | - (845.31) Obniżenie Dorohuckie - (845.32) Pagóry Chełmskie - (845.33) Obniżenie Dubieńskie |
| Mezoregiony Wyżyny Wołyńskiej (851.1): | |
| - (851.11) Grzęda Horodelska - (851.12) Kotlina Hrubieszowska - (851.13) Grzęda Sokalska | - (851.11) Grzęda Horodelska - (851.12) Kotlina Hrubieszowska - (851.13) Grzęda Sokalska |
| Mezoregiony Kotliny Pobuża (851.2): | |
| - (851.21) Równina Bełska | - (851.21) Równina Bełska |